# Hiệp hội bóng đá Cộng hòa Dân chủ Nhân dân Triều Tiên
Hiệp hội bóng đá Cộng hòa Dân chủ Nhân dân Triều Tiên  (DKFA) (tiếng Hàn Quốc: 조선민주주의인민공화국 축구 협회) là tổ chức quản lý, điều hành các hoạt động bóng đá ở Cộng hòa Dân chủ Nhân dân Triều Tiên. DKFA quản lý các đội tuyển bóng đá quốc gia nam và nữ, tổ chức các giải bóng đá như giải vô địch bóng đá Cộng hòa Dân chủ Nhân dân Triều Tiên, cúp bóng đá Cộng hòa Dân chủ Nhân dân Triều Tiên,.... DKFA là thành viên của cả Liên đoàn bóng đá thế giới (FIFA), Liên đoàn bóng đá châu Á (AFC) và Liên đoàn bóng đá Đông Á (EAFF).
Chủ tịch của Hiệp hội bóng đá Cộng hòa Dân chủ Nhân dân Triều Tiên hiện nay là ông Ri Ryong-nam.

## Tổ chức
Hiệp hội bóng đá Cộng hòa Dân chủ Nhân dân Triều Tiên mang tiếng là "rất khó liên lạc". Ông Jérôme Champagne từng kể lại rằng: "FIFA khá thường xuyên gửi fax nhưng chỉ đôi khi được hồi âm". Hiện nay thậm chí cả FIFA cũng không có thông tin về hệ thống giải đấu bóng đá của nước này và những đội nào đang thi đấu tại giải đấu đó.